# Schiedeella albovaginata
Schiedeella albovaginata är en orkidéart som först beskrevs av Charles Schweinfurth, och fick sitt nu gällande namn av Burns-bal. Schiedeella albovaginata ingår i släktet Schiedeella och familjen orkidéer. Inga underarter finns listade i Catalogue of Life.